# Prunus armeniaca
L'albicocco (Prunus armeniaca L.) è un albero appartenente alla famiglia delle Rosacee.
Albero da frutto, noto anche come armellino nei dialetti veneti ed armognan in piemontese, in seguito agli scambi con l'Oriente, fu creduto da Linneo originario dell'Armenia - da qui deriva l'epiteto specifico "armeniaca" - ma la pianta era originaria della Cina.

## Descrizione

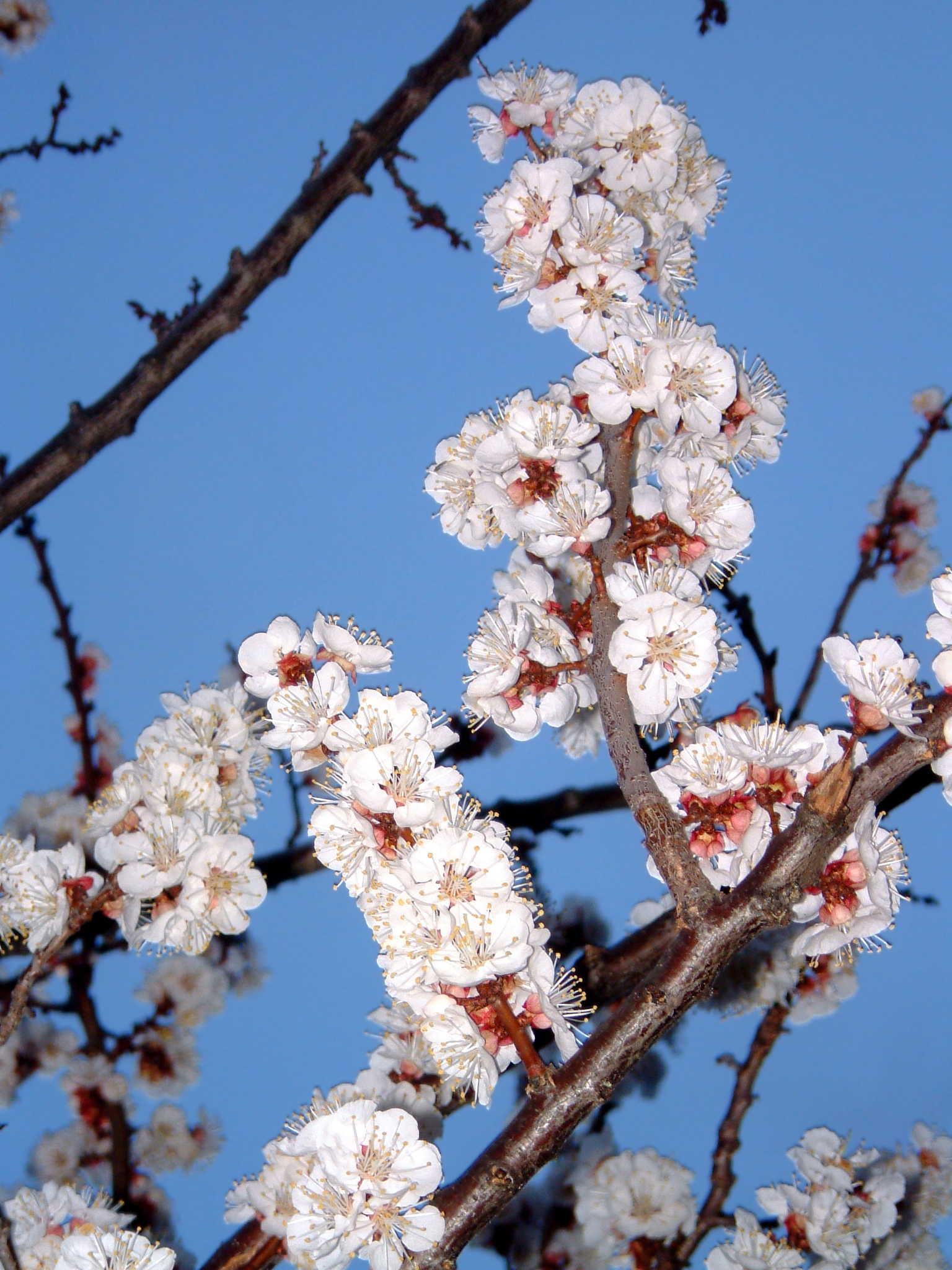
Fiori di albicocco

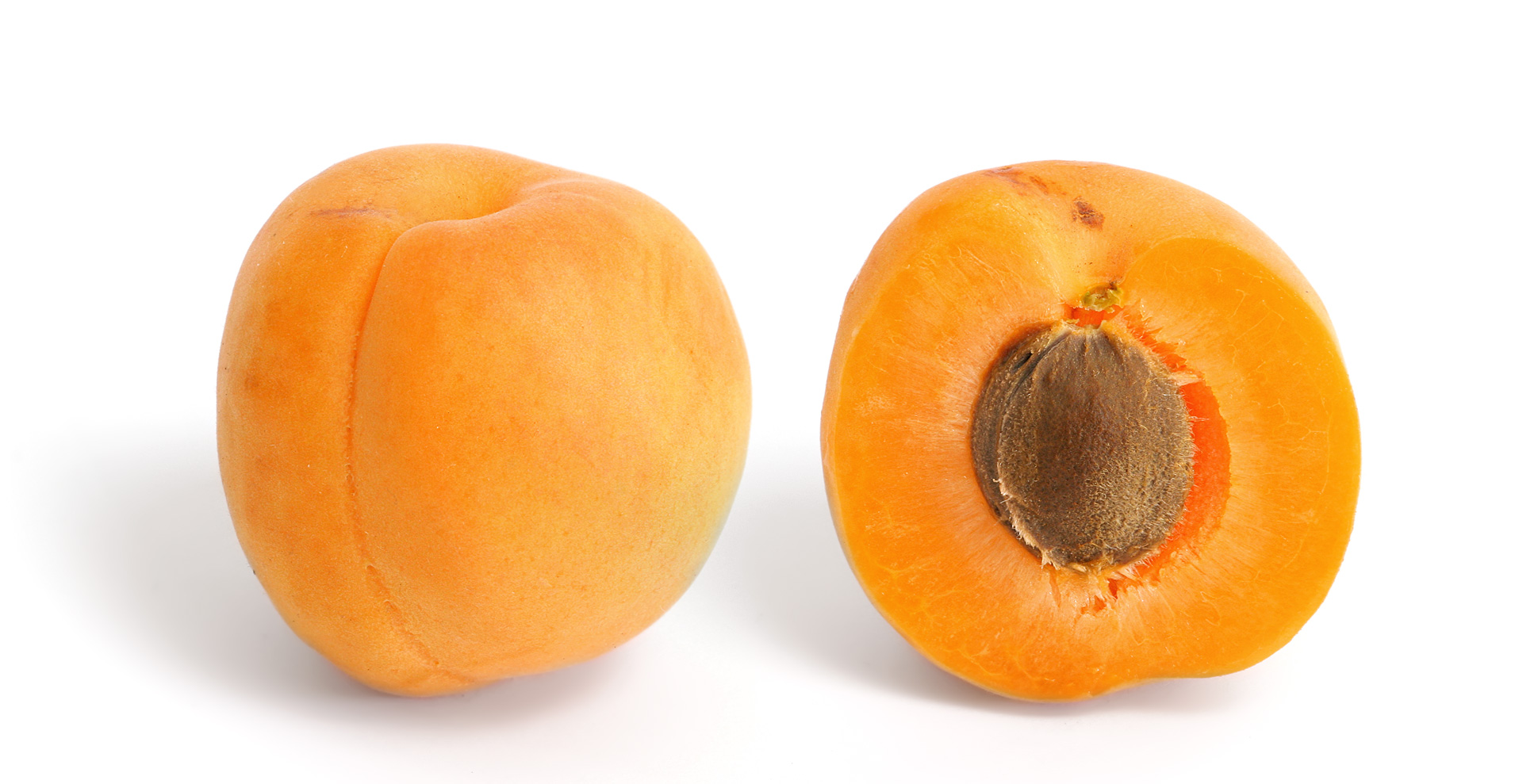
Albicocca

È una pianta latifoglia e caducifoglia di media grandezza, alta dai 5 ai 7 metri, con alcune eccezioni di 8,5 metri.
Le foglie sono cuoriformi con il margine doppiamente seghettato.
Il fusto presenta ramificazioni divergenti e i rami più giovani hanno la corteccia rossastra.
I fiori sono dotati di calice e corolla a simmetria pentamera, sono bianco-rosei, unici o appaiati. La fioritura avviene, come in tutti i Prunus, prima della fogliazione.
I frutti sono delle drupe vellutate di colore giallo scuro-arancioni, con tendenza al rosso sbiadito nei frutti più maturi. Come per tutte le piante da frutto, questi ultimi sono verdi, duri e difficili da staccare dall'albero in condizioni di scarsa o nulla maturazione della drupa.
L'albicocco è un arbusto o piccolo albero deciduo con chioma rotonda e raggiunge solitamente altezze fino a 6 metri, raramente fino a 10 metri. La circonferenza del tronco raggiunge dai 50 ai 100 centimetri. La corteccia è da liscia a squamosa o solcata e di colore grigio-marrone o rossastro.
Le foglie peduncolate sono lunghe 5–10 cm e largh 3–7 cm e sono di colore verde, ovoidali. Il margine fogliare è semplicemente o spesso doppiamente seghettato. Le foglie sono nude, solo negli angoli delle nervature della pagina inferiore sono presenti peli.
I fiori ermafroditi con perianzio doppio che compaiono sono generalmente solitari o, più raramente, disposti a coppie. Le gemme cadono quando inizia la fioritura. I fiori hanno un diametro di circa 2,5 cm. Il calice è di colore rossastro, leggermente peloso, a forma di coppa e al suo interno secerne il nettare. I cinque sepali fusi, con punte più piccole e rientranti, sono di colore dal verde al rosso e anch'essi leggermente pelosi. I cinque petali sono di colore dal rosa pallido al bianco.
Il frutto (l'albicocca) è una drupa di forma sferica che ha un diametro da 4 a 8 cm finemente vellutata, di colore da giallo chiaro a rosso-arancio e spesso rosso carminio maculato o punteggiato sul lato soleggiato. Il frutto presenta un solco longitudinale ed è ombelicale alla base. La polpa si separa facilmente dal nocciolo  duro e appiattito, leggermente ruvido e di colore bruno. I semi hanno un sapore amaro o dolce.

## Distribuzione e habitat
L'albicocca era già conosciuta in Armenia nell'antichità ed è stata lì coltivata per così tanto tempo che spesso si presume che questa sia la sua patria originaria. Da questo presupposto deriva il nome botanico. Uno scavo archeologico in Armenia ha trovato semi di albicocca in un sito calcolitico. Altre fonti come il genetista Nikolai Ivanovich Vavilov individuano l'origine genetica in Cina.
Oggigiorno le albicocche vengono coltivate soprattutto nei paesi mediterranei come l'Italia e la Spagna. Esistono però coltivazioni più estese di questi frutti anche in zone più a nord, tra cui la Val Venosta altoatesina e nel cantone svizzero del Vallese.

## Usi

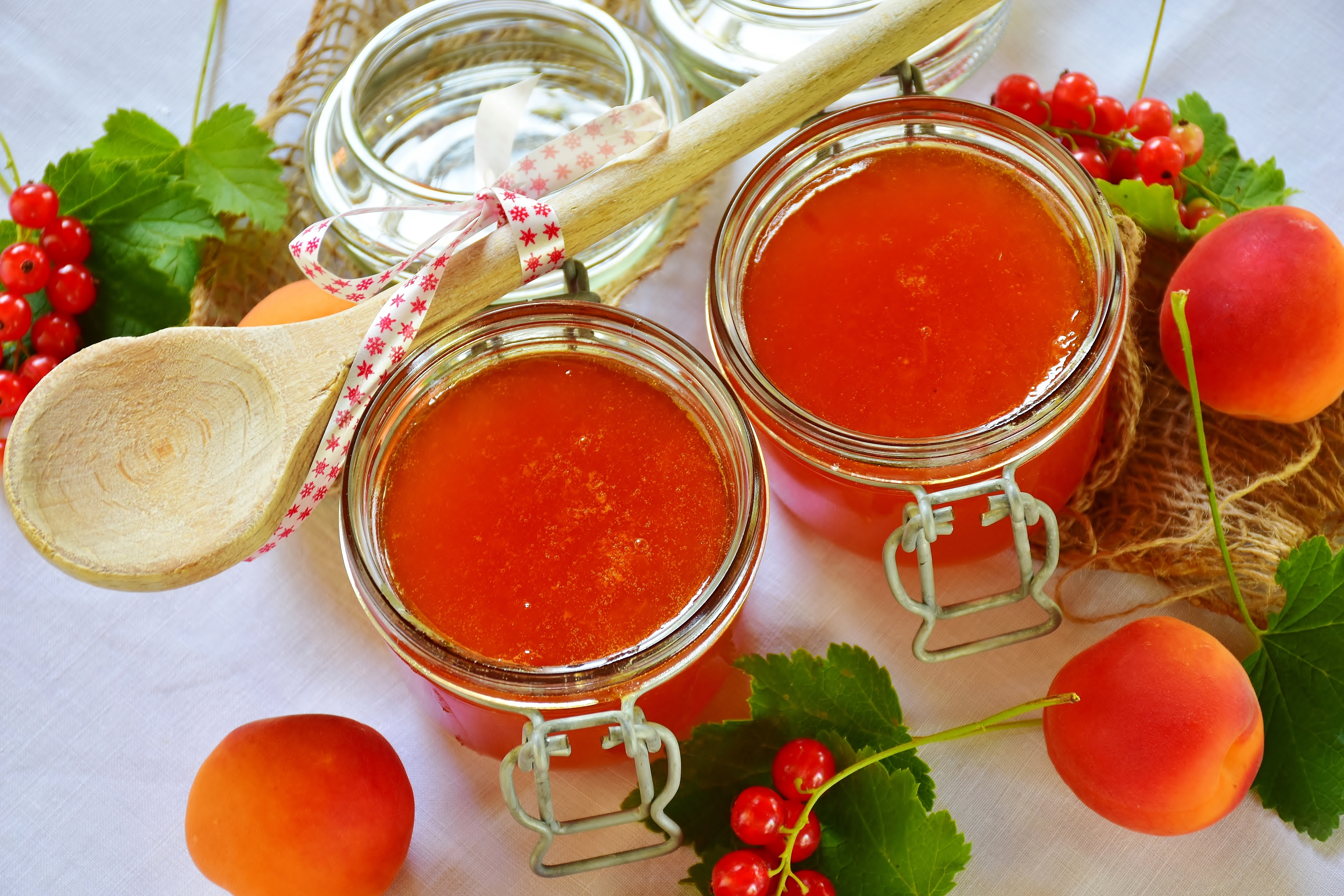
Confettura di albicocche

La polpa di albicocca è un ingrediente di numerosi piatti. La confettura di albicocche è una componente indispensabile della torta Sacher e dei krapfen. Le albicocche sono l'ingrediente principale dei marillenknödel.
Il seme che si trova nel nocciolo dell'albicocca (armellina) assomiglia ad una piccola mandorla. Ha un sapore amaro e ha un forte aroma di mandorla amara e viene utilizzato nella produzione del persipan e dell'amaretto. Il consumo di semi deve essere limitato perché essi contengono amigdalina, che viene metabolizzata in acido cianidrico.
L'olio di nocciolo di albicocca può essere ottenuto dai noccioli. Può essere utilizzato in cosmetica, pasticceria o come olio da cucina.

## Avversità
Tra i funghi patogeni che colpiscono l'albicocco rivestono la maggiore importanza il corineo, la moniliosi, l'oidio (Podosphaera oxyacanthae), il mal del piombo parassitario, il fusicocco e i marciumi radicali da Armillaria mellea e Rosellinia necatrix.
Tra gli insetti, i più importanti sono la mosca mediterranea della frutta (Ceratitis capitata), la tignola orientale (Cydia molesta), l'anarsia (Anarsia liniatella), il rodilegno rosso (Cossus cossus), la cocciniglia bianca (Diaspis pentagona) e l'aspidioto (Quadraspidiotus perniciosus).
Tra i batteri ricordiamo il tumore batterico (Agrobacterium tumefaciens, polifago), la scabbia (Pseudomonas syringae pv. Syringae) ed il cancro batterico delle drupacee (Xantomonas campestris).
Danni ingenti alle coltivazioni di albicocchi sono provocati dal virus della Sharka (Plum Pox Virus).

## Produzione
| I maggiori produttori di albicocco nel 2018 | I maggiori produttori di albicocco nel 2018 |
| Paese                                       | Produzione (tonnellate)                     |
| ------------------------------------------- | ------------------------------------------- |
| Turchia                                     | 750.000                                     |
| Uzbekistan                                  | 493.842                                     |
| Iran                                        | 342.479                                     |
| Algeria                                     | 242.243                                     |
| Italia                                      | 229.020                                     |
| Spagna                                      | 176.289                                     |
| Pakistan                                    | 128.382                                     |
| Francia                                     | 114.785                                     |
| Giappone                                    | 112.400                                     |
| Ucraina                                     | 111.670                                     |